# Metadorcinus lineatus
Metadorcinus lineatus es una especie de coleóptero de la familia Lucanidae.

## Distribución geográfica
Habita en Perú.